# De Grønne (Polen)
 For alternative betydninger, se De Grønne. (Se også artikler, som begynder med De Grønne)
De Grønne (Polsk: Partia Zieloni) er et grønt, polsk, politisk parti. Partiet blev grundlagt i 2003 under navnet "Grønne 2004" (Polsk: Zieloni 2004) og blev formelt registeret i 2004.
Partiet er et internationalt medlem af de Globale Grønne, europæisk medlem af De Europæiske Grønne og samarbejder med Gruppen af De Grønne/Europæiske Frie Alliance.